# Jiaocheng (Ningde)

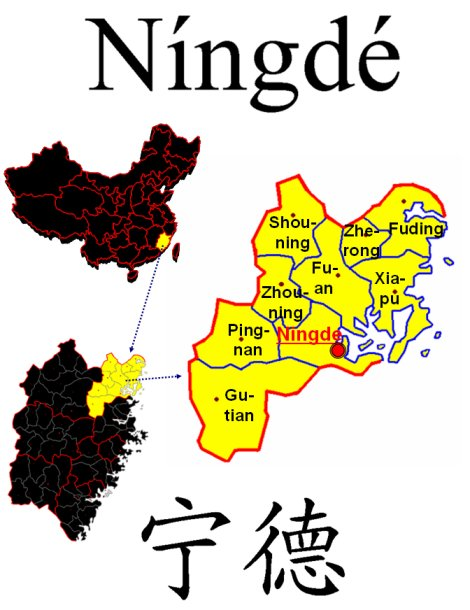
Kreisebene der Stadt Ningde mit dem Stadtbezirk Jiaocheng als Sitz der Regierung von Ningde

Jiaocheng (chinesisch 蕉城区, Pinyin Jiāochéng Qū) ist ein Stadtbezirk der bezirksfreien Stadt Ningde in der chinesischen Provinz Fujian. Jiaocheng ist Stadtzentrum und Sitz der Stadtregierung von Ningde. Der Stadtbezirk liegt an der Taiwan-Straße, nördlich des Verwaltungsgebiets der Stadt Fuzhou. Jiaocheng hat eine Fläche von 1.480 km² und 623.840 Einwohner (Stand: 2020).
Jiaocheng hatte 2002 ein Bruttoinlandsprodukt von 2,4 Milliarden Renminbi. Das BIP pro Kopf betrug 10.192 Renminbi und lag um den Durchschnitt der Provinz Fujian.
Am 1. September 2005 wurde der Stadtbezirk von etwa 10 m hohen Flutwellen des Taifun Talim getroffen.

## Administrative Gliederung
Auf Gemeindeebene setzt sich Jiaocheng aus zwei Straßenvierteln, zehn Großgemeinden, drei Gemeinden und einer Nationalitätengemeinde zusammen. Diese sind:
- Straßenviertel Jiaonan (蕉南街道);
- Straßenviertel Jiaobei (蕉北街道);
- Großgemeinde Chengnan (城南镇);
- Großgemeinde Zhangwan (漳湾镇);
- Großgemeinde Qidu (七都镇);
- Großgemeinde Badu (八都镇);
- Großgemeinde Jiudu (九都镇);
- Großgemeinde Huotong (霍童镇);
- Großgemeinde Chixi (赤溪镇);
- Großgemeinde Yangzhong (洋中镇);
- Großgemeinde Feiluan (飞鸾镇);
- Großgemeinde Sandu (三都镇);
- Gemeinde Hongkou (洪口乡);
- Gemeinde Shihou (石后乡);
- Gemeinde Hubei (虎贝乡);
- Gemeinde Jinhan der She (金涵畲族乡).
- Hinzu kommt die (wirtschaftliche) „Entwicklungszone“ Dongqiao (东侨开发区).